# Vitreorana parvula
Espèce
Synonymes
- Hylella parvula Boulenger, 1895 "1894"
- Hyalinobatrachium parvulum (Boulenger, 1895)

Statut de conservation UICN

 DD  : Données insuffisantes
Vitreorana parvula est une espèce d'amphibiens de la famille des Centrolenidae.

## Répartition
Cette espèce est endémique de l'État de Santa Catarina au Brésil. Elle se rencontre à Lages et São Bento do Sul de 850 à 1 500 m d'altitude.

## Description
Vitreorana parvula mesure 17 mm.

## Publication originale
- Boulenger, 1895 "1894" : Third report on additions to the batrachian collection in the Natural History Museum. Proceedings of the Zoological Society of London, vol. 1894, p. 640–646 (texte intégral).